# Joseph Irvine
Joseph Irvine  là một cầu thủ bóng đá người Anh thi đấu ở Football League cho Accrington.